# Milan Berka
Milan Berka (* 23. Januar 1978 in Litoměřice) ist ein tschechischer Handballtrainer und ehemaliger Handballspieler.

## Spielerlaufbahn

### Vereine
Der 1,83 Meter große Berka spielt auf der Position rechter Rückraum / Rückraum Mitte.
Er war bei den Vereinen HK Město Lovosice, SKP Frýdek-Místek und Dukla Prag aktiv, bevor er im November 2004 zum Stralsunder HV kam. Seinen Vertrag bei den Stralsundern verlängerte er im Februar 2009 bis zum Jahr 2011; der Verein wollte um Berka die Mannschaft neu aufbauen. Nach der Insolvenz der Spielbetriebs-GmbH des Stralsunder HV beendete er seine Verpflichtung dort. Zwischenzeitlich trainierte Milan Berka zusammen mit dem Kader des HC Empor Rostock; ab Februar 2010 stand er bei TUSEM Essen unter Vertrag. Ab der Saison 2010/2011 spielt Milan Berka wieder in Tschechien, beim HK Město Lovosice in Lovosice.
Berka spielte mit dem Stralsunder HV in der 1. Handball-Bundesliga.

### Nationalmannschaft
Er spielte auch im Aufgebot der tschechischen Nationalmannschaft, so bei der Europameisterschaft 2002 und der Europameisterschaft 2004.

## Trainerlaufbahn
Nach dem Ende seiner aktiven Laufbahn wurde er Trainer in Lovosice.